# Malacomys
Malacomys là một chi động vật có vú trong họ Muridae, bộ Gặm nhấm. Các loài của chi này là loài đặc hữu của châu Phi. Chi này cũng là chi duy nhất thuộc tông Malacomyini.
Chi này bao gồm 3 loài:
- Malacomys cansdalei
- Malacomys edwardsi
- Malacomys longipes